# (S)-メチルマロニルCoAヒドロラーゼ
(S)-メチルマロニルCoAヒドロラーゼ((S)-methylmalonyl-CoA hydrolase、EC 3.1.2.17)は、以下の化学反応を触媒する酵素である。
(S)-メチルマロニルCoA + 水{\displaystyle \rightleftharpoons }メチルマロン酸 + 補酵素A
従って、基質は(S)-メチルマロニルCoAと水の2つ、生成物はメチルマロン酸と補酵素Aの2つである。
この酵素は加水分解酵素に分類され、特にチオエステル結合に作用する。系統名は、(S)-メチルマロニルCoAヒドロラーゼ((S)-methylmalonyl-CoA hydrolase)である。プロピオン酸の代謝に関与している。